# (6902) Hideoasada
(6902) Hideoasada – planetoida z pasa głównego asteroid okrążająca Słońce w ciągu 4,56 lat w średniej odległości 2,75 j.a. Odkryta 26 października 1989 roku.